# Dominique Bussereau

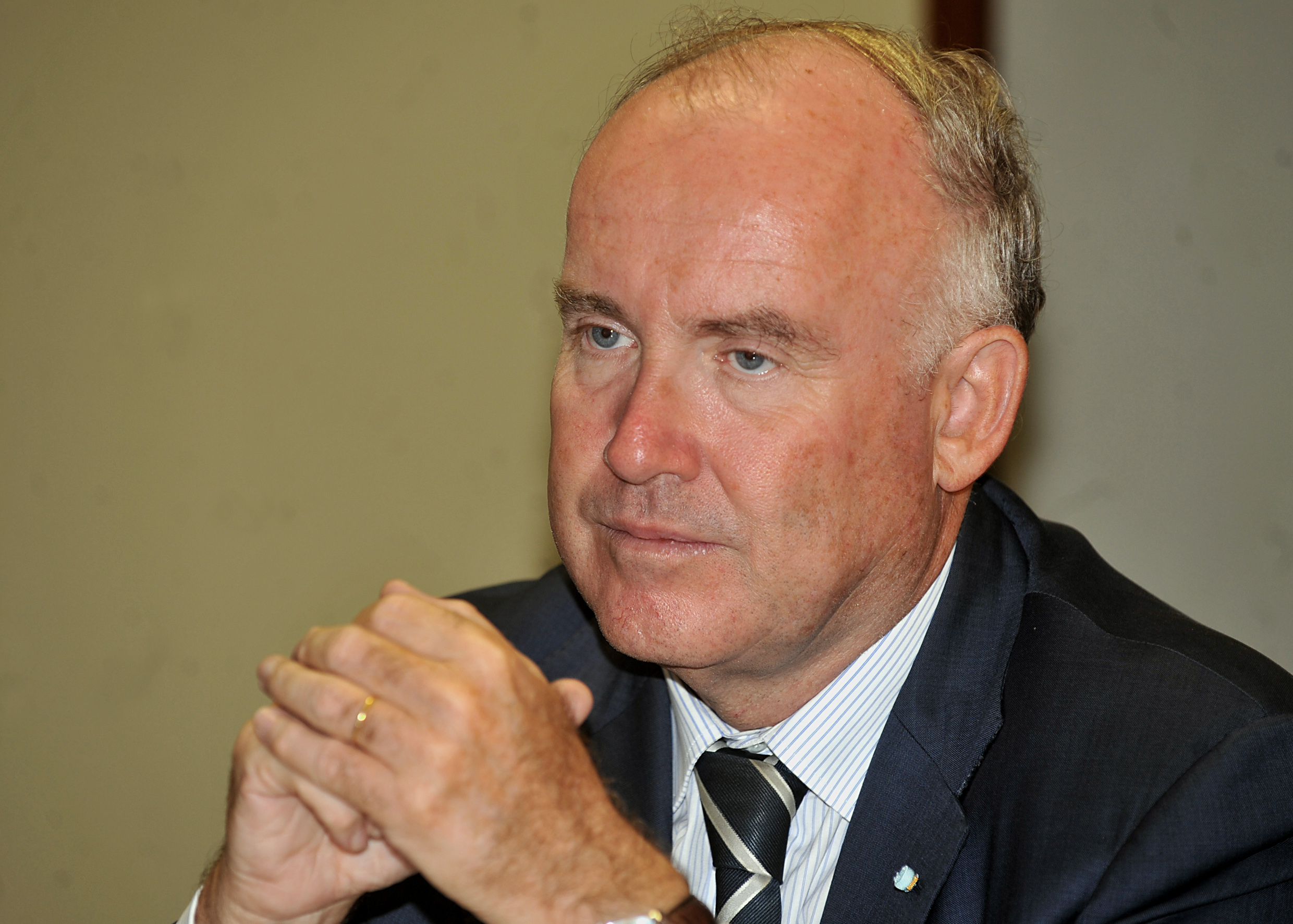
Dominique Bussereau (2009)

Dominique Bussereau (* 13. Juli 1952 in Tours) ist ein französischer Politiker (UDF, DL, UMP, parteilos). Seit 2008 ist er Präsident des Départementrats von Charente-Maritime. Von 2004 bis 2007 war er französischer Landwirtschaftsminister.

## Ausbildung und Beruf
Bussereau absolvierte ein Studium am Institut d’études politiques de Paris (Sciences Po) mit Schwerpunkt Öffentlicher Dienst. 
Er begann seine berufliche Karriere in der Verwaltung von 1976 bis 1978 als Beauftragter im Innenministerium. Anschließend war er von 1978 bis 1979 als Berater in Fachfragen im Ministerium für Jugend tätig, von 1979 bis 1982 als Generalsekretär des Office Québécois pour la Jeunesse (Vertretungsbüro des Quebec für Jugendfragen). Von 1982 bis 1983 war er Attaché der kaufmännischen Leitung der staatlichen Bahngesellschaft SNCF. 
Dann verließ er den Staatssektor und war von 1984 bis 1986 Leiter für Beziehungen mit dem Ausland der privaten Wirtschaftshochschule École supérieure de commerce de Paris in Paris (ESCP). Anschließend war er bis 1993 als Unternehmensberater tätig. Im Jahr 2011 kehrte er an die Sciences Po zurück, nun als Dozent.

## Partei
Er begann sein politisches Engagement in der Jugendorganisation der konservativ-liberalen Partei Républicains indépendants, die von 1974 bis 1981 mit Valéry Giscard d’Estaing den Staatspräsidenten stellte. Busserau gehörte 1973–1974 dem nationalen Vorstand der Jeunes républicains indépendants an. Die Jugendorganisation benannte sich 1974 in Génération sociale et libérale um und Bussereau fungierte bis 1977 als ihr Vorsitzender. Im selben Jahr benannte sich die Mutterpartei in Parti républicain (PR) um und Bussereau wurde Sekretär des bureau politique (Parteivorstands) der PR. Diese war ab 1978 Bestandteil des bürgerlichen Parteienbündnisses Union pour la démocratie française (UDF). Den Vorstandsposten in der PR hatte er bis 1986 inne. 
Anlässlich der Präsidentschaftswahl 1995 kam es zur Spaltung der PR, Bussereau wechselte zur von Hervé de Charette geführten Parti populaire pour la démocratie française (PPDF), in der er als nationaler Sekretär und Koordinator der PPDF-Abgeordneten in der Nationalversammlung fungierte. 1997 schloss er sich der PR-Nachfolgepartei Démocratie libérale (DL) an, deren beigeordneter Generalsekretär er von 1998 bis 2000 war. Die DL schied 1998 aus der UDF aus und ging 2002 in Jacques Chiracs Mitte-rechts-Sammelpartei Union pour un mouvement populaire (UMP) auf. Anfang 2018 trat er aus deren Nachfolgeorganisation Les Républicains aus, da er den Kurs des neugewählten Vorsitzenden Laurent Wauquiez als zu rechtslastig empfand. Als Sonderberater unterstützt er seither die Gruppierung Libres! von Valérie Pécresse.

## Kommunal- und Regionalpolitik
Bussereau wurde 1983 Stellvertreter des Bürgermeisters der Kleinstadt Royan an der Atlantikküste im Département Charente-Maritime. Zwei Jahre später zog er erstmals in den Generalrat des Départements ein. 1989 zog er sich aus dem Gemeinderat von Royan zurück, um Bürgermeister der kleinen Gemeinde Saint-Georges-de-Didonne zu werden. Dieses Amt hatte er bis 2002 inne. In den Regionalrat von Poitou-Charentes wurde er dreimal gewählt, verzichtete jedoch stets kurz nach der Wahl auf das Mandat. Seit Mai 2015 ist Bussereau Vorsitzender der Assemblée des départements de France (ADF), des Spitzenverbandes französischer Départements.
Seit 2007 ist er Ehrenbürger von Gaienhofen, der deutschen Partnergemeinde von Saint-Georges-de-Didonne.

## Nationale Politik
Für sein Heimat-Département Charente-Maritime, zog er 1986 als Abgeordneter in die Nationalversammlung ein. Er gehörte dem Parlament bis 1988 sowie erneut von 1993 bis 2002 an.
Nach der Wiederwahl des Staatspräsidenten Jacques Chirac wurde ihm im Mai 2002 das Amt des Staatssekretärs für Verkehr im Kabinett Raffarin I übertragen (im Infrastrukturministerium unter Gilles de Robien), nur einen Monat später wurde ihm im Kabinett Raffarin II zusätzlich die Verantwortung für das Meereswesen zugeordnet. Im Kabinett Raffarin III war Bussereau von März bis November 2004 Staatssekretär für den Haushalt unter dem Wirtschafts- und Finanzminister Nicolas Sarkozy. Anschließend war er bis Mai 2007 Minister für Landwirtschaft und Fischerei.
Nach der Wahl Sarkozys zum Staatspräsidenten war Bussereau von Mai 2007 bis November 2010 erneut Staatssekretär für Verkehr in den Kabinetten Fillon I und II (dem Umwelt- und Entwicklungsminister Alain Juppé bzw. Jean-Louis Borloo zugeordnet). Nach seinem Ausscheiden aus der Regierung wurde er im Dezember 2010 wieder zum Abgeordneten des 4. Wahlkreises von Charente-Maritime in der Nationalversammlung gewählt. 2012 gelang ihm die Wiederwahl, 2017 kandidierte er nicht mehr für ein weiteres Mandat.

## Auszeichnungen
2007 wurde ihm der japanische große Orden der Aufgehenden Sonne am Band verliehen.